# لویی ایبر
لویی ایبر (فرانسوی: Louis Hébert‎؛ حوالی ۱۵۷۵ میلادی – ۲۵ ژانویهٔ ۱۶۲۷) نخستین عطار و داروساز کانادایی و نخستین اروپایی بود که در کشور کانادا به کشاورزی پرداخت.
او در ۱۹ فوریهٔ ۱۶۰۱ در پاریس با «ماری روله» ازدواج کرد و در سال ۱۶۱۷ میلادی پادشاهی فرانسه را به‌همراه همسر و سه فرزندش برای همیشه ترک کرد و به فرانسه نو (کانادای کنونی) آمد و ساکن کبک شد و ۱۰ سال بعد در اثر جراحات وارده بر اثر افتادن بر روی یک قطعهٔ بزرگ یخ درگذشت.